# Nemanja Radonjić
Nemanja Radonjić (Kirin Serbia: Немања Радоњић, phát âm [nêmaɲa rǎdoɲitɕ]; sinh ngày 15 tháng 2 năm 1996) là một cầu thủ bóng đá chuyên nghiệp người Serbia thi đấu ở vị trí tiền vệ cánh cho câu lạc bộ Torino tại Serie A theo dạng cho mượn từ câu lạc bộ Marseille. Anh đã đại diện cho đội tuyển quốc gia Serbia.